# 이호 (악기)
이호(二胡) 또는 얼후는 중국의 악기이다. 중국의 남방 지방에서 많이 사용되어서 남호라고도 불린다. 이름에서 알 수 있지만, 줄이 두개이다. 해금과 유사하지만, 줄의 재질이나 운지법이 조금 다르다. 호금(胡琴: 동아시아 현악기의 통칭)의 일종으로 중국어로는 얼후[二胡]라고 한다. 몸체(지름 9∼10cm)는 대 또는 단단한 나무로 만들며 모양은 둥근 것, 6각·8각으로 된 것 등이 있다. 여기다 뱀가죽을 씌우고 길이 80cm 정도의 자루를 달아, 그 자루에 명주실을 꼬아 만든 줄을 두 가닥 쳤다. 말꼬리로 만든 활을 그 줄 사이에 끼워 찰주(擦奏)하는데 왼손 엄지손가락으로 자루를 쥐고 식지·중지·약지로 현을 누른다.
조현(調絃)은 5도, 음역은 1옥타브이다. 4현이 있는 대형의 4호(四胡)에 대한 명칭이다. 이 악기의 기원은 분명하지 않으며 청조(淸朝)의 4호는 저음인 데 반해 2호는 고음이다. 그리고 이것은 남방에서 많이 쓰이는 데서 난후[南胡]라고도 한다.

## 같이 보기
- 해금
- 호금
- 마두금
- 중국 음악
- 라바브